# Victor Ier
Pour les articles homonymes, voir Saint Victor et Victor.
Victor Ier, mort à Rome en 198 ou 199, est un évêque de Rome qui accède à l'épiscopat vraisemblablement vers 189.
Premier évêque romain de langue latine, son épiscopat est marqué par la controverse quartodécimaine dans laquelle son opposition aux évêques de la province d'Asie, bien qu'infructueuse, constitue l'une des premières manifestations de l'autorité que l'Église romaine entend exercer sur d'autres Églises.
Selon le comput de la tradition catholique, qui le considère comme saint et le célèbre le 28 juillet, il est le 14e pape.

## Éléments biographiques

### Épiscopat
Suivant le Liber Pontificalis, Victor est le fils d'un dénommé Félix et originaire de la province romaine d'Afrique. À l'exception du Catalogus Liberianus, les sources s'accordent sur le fait qu'il succède à Éleuthère pour un pontificat de dix années, généralement situé entre 189 et 199.
Premier évêque de Rome de langue latine, suivant Jérôme de Stridon, il semble que Victor a participé à la latinisation d'une Église romaine alors encore fortement imprégnée de l'influence gréco-orientale de ses origines. Jérôme rapporte en outre qu'il est l'auteur de « quelques opuscules sur la célébration de la fête de Pâques et sur divers sujets ».
Il semble également que ce soit le premier évêque de Rome à avoir entretenu des contacts avec la maison impériale : il aurait obtenu la libération de chrétiens déportés dans les mines de Sardaigne — au nombre desquels son successeur Calixte — en ayant sollicité l'intercession de la concubine de l'empereur romain Commode, Marcia, peut-être elle-même chrétienne. 
Malgré le peu de sources que l'on possède sur son épiscopat, Victor semble l'avoir mené avec une certaine vigueur : il est l'auteur de l'excommunication de Théodote de Byzance venu prêcher à Rome sa doctrine adoptianiste, il déchoit du sacerdoce l'écrivain gnostique Florinus, mais il compte surtout dans l'histoire ecclésiastique pour son implication dans la controverse quartodécimaine.

### Controverse quartodécimaine
Sous son pontificat se cristallise l'une des premières controverses liturgiques d'importance qui divise les églises chrétiennes autour de la date de la célébration de Pâques : par une « tradition fort antique », les églises de la province d'Asie mineure suivent la tradition juive de la Pessa'h (Pâques juive) et célèbrent Pâques le 14e jour de la première lune de printemps, le 14 Nissan — d'où l'appellation de « Pâque quartodécimaine » — quel que soit le jour de la semaine ; a contrario, de la plupart des autres églises chrétiennes, dont l'Église de Rome, la célèbrent le dimanche qui suit le 14e jour.
Cet état de fait occasionne l'agitation des communautés chrétiennes dès le milieu du IIe siècle et différents synodes sont organisés sur la question dans plusieurs régions. Une rencontre est en outre organisée à Rome entre l'évêque de Smyrne, Polycarpe de Smyrne, venu au nom des évêques asiates, et son collègue romain Anicet qui, bien que n'ayant pas réussi à le convaincre, « reste pourtant en paix avec lui ». Mais la fin du siècle connaît une résurgence de la controverse : en réponse à un courrier perdu de Victor qui se revendique vraisemblablement de l'autorité apostolique de Pierre et de Paul, les évêques d'Asie organisent une réponse à travers la voix de l'évêque Polycrate d'Éphèse, défendant la légitimité de leur pratique par une antiquité qu'ils font remonter aux apôtres Jean et Philippe, sous-entendant que cette apostolicité vaut bien celle dont se réclame Rome. 
Victor organise probablement un synode à Rome qui condamne les pratiques quartodécimaines et répond par un acte — qui ne nous est pas parvenu mais dont Eusèbe a eu connaissance — d'excommunication de l'ensemble des communautés d'Asie mineure qu'il accuse d'« hétérodoxie », faisant prendre au contentieux liturgique un tour doctrinal. La violence de la réaction de l'évêque de Rome et son autoritarisme contrarient la plupart de ses collègues qui s'accordent pourtant avec lui sur le fond : nombre d'entre eux lui font part de leur mécontentement « d'une façon fort tranchante », déniant à Victor l'autorité qu'il affiche, tandis qu'Irénée de Lyon, sans évoquer le point de l'autorité, invite Victor à la compréhension et à la charité, des réactions qui poussent l'évêque romain à se raviser.
Si la mesure comminatoire de Victor reste ainsi sans effet — l'usage quatrodécimaine se prolonge d'ailleurs au-delà du concile de Nicée (325)—, l'épisode est néanmoins un jalon souvent retenu par les historiens sur le chemin de la « primauté » que revendiquera bientôt l'Église romaine sur les autres Églises.

## Postérité et vénération
Victor meurt en 198 ou 199 et Zéphyrin prend sa succession. La tradition veut qu'il ait connu le martyre et soit enterré au côté de l'apôtre Pierre, des affirmations rejetées par la recherche. Il figure comme saint catholique à la date du 28 juillet dans le Martyrologe romain.